# Paul Reale
Paul Vincent Reale (New Brunswick (New Jersey), 2 februari 1943) is een Amerikaans componist en muziekpedagoog.

## Levensloop
Reale studeerde aanvankelijk scheikunde en Engelse literatuur aan de Columbia-universiteit in New York. Later richtte hij zich op muziek en studeerde vanaf 1967 bij Chou Wen-Chung en Otto Luening aan dezelfde universiteit compositie en muziektheorie. Vervolgens studeerde hij aan de Universiteit van Pennsylvania in Philadelphia en werd beïnvloed door zijn docenten George Rochberg en George Crumb. In 1970 promoveerde hij aan deze universiteit tot Ph.D. (Philosophiæ Doctor).
Sinds 1969 is hij docent en werd later professor aan de Universiteit van Californië - Los Angeles. Sinds 2004 is hij professor emeritus aldaar.
Als componist werd hij meerdere malen onderscheiden en schreef werken voor verschillende genres.

## Composities

### Werken voor orkest
- 1973-1978 Oxyrhynchus Fragment, voor orkest
- 1987 Voyages in Memory, voor orkest
- 1993 Dancer's Dream‚ voor strijkorkest
- 1995 Sinfonia Concertante "La Folia", voor orkest
- 2006 Squall, voor orkest
- 2007 American Elegy, voor strijkorkest

#### Concerten voor instrumenten en orkest
- 1966 Concerto, voor klavecimbel, vibrafoon, celesta en twee strijkorkesten
- 1986 Concerto nr. 1, voor piano en kamerorkest
- 1992 Concerto nr. 2 - "Matisse-Jazz", voor piano en orkest
- 1999 Caldera with Ice Cave, voor piano en strijkorkest

### Werken voor harmonieorkest
- 1980 Screamers, voor harmonieorkest
- 1982 Concerto "Dies Irae", voor piano trio en harmonieorkest
- 1983 Moonrise, A Polonaise, Early Light, voor harmonieorkest
- 1984 Concertino, voor gitaar en harmonieorkest
- 1986 Chorales, voor piano en groot koperensemble
- 1991 Columbus Concerto, voor orgel en harmonieorkest (gecomponeerd ter gelegenheid van de 500 jaar viering van de ontdekking van Amerika)
- 1996 Concerto - "Watchman, Tell us of the Night", voor 3 trompetten en harmonieorkest
- 2003 Inferno, voor harmonieorkest

### Muziektheater

#### Opera's
| Voltooid in | titel                                | aktes  | première                                                                 | libretto       |
| ----------- | ------------------------------------ | ------ | ------------------------------------------------------------------------ | -------------- |
| 1979        | The Ballad of the Sleazy Palace Cafe | 1 akte | 20 februari 1980, Royce Hall; rev. versie: 1981, Minnesota Opera Company | Peter Belfiore |

#### Toneelmuziek
- 1967 Pange Lingua, voor bariton en kamerorkest
- 1969 The Traveller, voor tenor, dwarsfluit (ook: piccolo) en piano - tekst: Joseph Prijatel
- 1972 rev.1974 Terza Prattica, voor solisten, gemengd koor, collegium en kamerorkest
- 1974 Mad Ophelia‚ voor sopraan, gemengd koor, orkest en quadrofonisch geluidsband
- 1975 America: A Premature Celebration‚ voor spreker, dwarsfluit, viool, gitaar - tekst: Edward Estlin Cummings
- 1976 The Waltz King, voor spreker, gemengd koor, 2 violen en piano - tekst: van de componist naar E.E. Cummings, Thomas Stearns Eliot, Andrew Marvell, Ezra Pound, Sappho, Yvor Winters en John Wilmot
- 1986 Uncle Sigmund Goes to the Opera

### Werken voor koren
- 1966 Nel Sonno, voor gemengd koor en instrumentaal ensemble
- 1973 Alleluia Sequence, voor sopraan, twee alt, vrouwenkoor en cello
- 1973 Season of Darkness, voor gemengd koor, 3 trombones, celesta, pauken en orgel
- 1973 Motet: Miserere‚ voor gemengd koor
- 1975 Contrafactum, voor mannenkoor en piano
- 1975 Psalm 118, voor gemengd koor
- 1976 Libera Me, voor twee tenoren, twee baritons en mannenkoor
- 1976 I Felt a Funeral, voor vrouwenkoor (SSAA), 3 klarinetten en piano - tekst: Emily Dickinson
- 1978 Spring and Fall, voor vijfstemmig gemengd koor (SSATB) - tekst: Hopkins
- 1978 Blessings of God, voor gemengd koor
- 1979 Ave Maria, voor gemengd koor
- 1981 We All Loved You, Jenny Jo, voor mezzosopraan en gemengd koor - tekst: van de componist naar Charles Dickens, George Bernard Shaw, Lewis Carroll, David O, Selznick en Emily Dickinson
- 1981 The Lamb, voor bas solo en vrouwenkoor (SAA) - tekst: William Blake
- 1982 Ecce Tu Pulcher Es, voor vrouwenkoor
- 1985 What is Life?, voor zesstemmig gemengd koor (SSATBB)
- 1995 Psalm 84, voor gemengd koor en orgel
- 1998 On This Stone, voor sopraan, bariton, kinderkoor, gemengd koor, dwarsfluit, 2 violen, handbells en orgel - tekst: Bijbel
- 2001 Psalm 109, voor twee bariton, gemengd koor, piano en slagwerk
- 2002 rev.2006 Psalm 46, voor zesstemmig gemengd koor (SSAATB)
- 2007 Resignation, voor dubbel gemengd koor (SSAATTBB) en piano - tekst: Henry Wadsworth Longfellow
- 2007 A Better Resurrection, voor sopraan solo, mannenkoor (TTB) en piano - tekst: Christina Rossetti

### Vocale muziek
- 1967-1968 Three Songs from the Chinese‚ voor mezzosopraan, hobo en slagwerk - tekst: Rexroth
- 1973 Bicinium nr. 2 voor tenor en gitaar - tekst: Milarepa
- 1978 Regrets of Adolescence, voor sopraan, trompet en basklarinet
- 1994 Hopkins Songs, vier liederen voor tenor en piano
- 2000 Serene Words (2e versie), vijf liederen voor mezzosopraan en piano - tekst: Gabriela Mistral

### Kamermuziek
- 1967-1969 Concertino, voor 2 dwarsfluiten, 2 fagotten en cello
- 1971 Late Telophase, voor dwarsfluit, klarinet, cello, piano en slagwerk
- 1972 Joshua's Trumpet, voor piano en blazers
- 1972 The Mysterious Death of the Magic Realist‚ voor altviool, cello, gitaar en klavecimbel
- 1973 rev.1975 Bicinium nr. 1, voor dwarsfluit en altfluit
- 1973 Clownzona, voor drie trombones
- 1975 2+2/3, twee violen en twee piano's
- 1976 Seconds, Sweet Hours, voor viool en piano
- 1976 Strijkkwartet
- 1978 Eleven Miniatures, voor blaaskwintet
- 1978 Partita, voor dwarsfluit en strijktrio
- 1982 Music for Open Spaces, voor tien koperblazers
- 1982 Sonata, voor cello en piano
- 1983 Children's Palace, voor dwarsfluit en piano
- 1984 Improvisations on Modern Times, voor gitaar en cello
- 1988 Graces and Furies, voor klarinet en strijkkwartet
- 1988 Holiday Suite, voor viool en piano
- 1989 Dark Star and Strife, voor trompet en piano
- 1990 Sonata - "Celtic Wedding", voor viool en piano
- 1991 Cellowship, voor cello en piano
- 1991 Dvorak, Anyone?‚ voor saxofoonkwartet
- 1991 Greeting Cards, voor dwarsfluit en bariton
- 1991 Seraphim and Cherubim, voor fluitenkoor (3 piccolo's, 3 dwarsfluiten, 3 altfluiten)
- 1992 The Wexford Carol, voor strijkkwartet
- 1993 Clarionettes, voor klarinet en piano
- 1993 Of Chrome and Brass, voor twee eufonium en twee tuba's
- 1994 Orpheus Duets, voor twee hobo's
- 1996 Ceilidh, voor strijkkwartet
- 1996 Suite, voor altviool en klavecimbel
- 1997 Palimpsest, voor viool, klarinet in A en piano
- 1999 Fanfare for Easter, "Victimae Pascali", voor 2 trompetten, hoorn, 2 trombones en tuba
- 1999 Fantasy-Trio "Vater Unser", voor dwarsfluit, hobo en fagot
- 2001 A Paul Klee Gallery, voor fluitkwartet (vier fluiten, dubbelde piccolo's, altfluit, basfluit)
- 2004 Octet-Windstorm, voor blaasoctet (2 hobo's, 2 klarinetten, 2 hoorns en 2 fagotten)
- 2004 Wexford Carol, voor cello en piano
- 2005 In Dulci Jubilo, voor klarinet, cello en piano
- 2005 Chaconne, voor hobo, hoorn, fagot en piano
- 2005 Sonata - "Sacred Geometry", voor twee violen
- 2006 Fanfare,"Victimae Pascali", voor 4 trompetten, 2 hoorns, 3 trombones en tuba
- 2006 Le Bonheur de Vivre, voor klarinet, cello en piano
- 2006 Sacred Geometry 2, voor viool en altviool
- 2006 Seraphim and Cherubim, Choirs of Angels Guard the Gates of Heaven, voor 3 piccolo's, 4 dwarsfluiten, 2 altfluiten
- 2006 Your Reality Check is in the Mail, voor hobo, altsaxofoon, viool, cello en piano
- 2008 Christ the Lord is Risen Today, voor twee trompetten in C en piano
- 2008 Serenade: "Happy Days Are...", voor 2 hobo's, 2 klarinetten, 2 fagotten, 3 hoorns, cello, contrabas en piano
- 2009 I Know That My Redeemer Lives, voor trompet in C, viool, cello en piano
- 2009 Seven Deadly Sins, voor viool en piano

### Werken voor orgel
- 1970 Fantasie
- 1978 Intavolatura III
- 1996 Watchman, Tell us of the Night, voor drie trompetten en orgel

### Werken voor piano
- 1967 Piece for Piano
- 1970 Piano Suite
- 1974 Finger Teasers
- 1975 Salon Music
- 1978 Pieces of Seven
- 1980 Bagatrix
- 1981 Little Screamers, voor piano vierhandig
- 1983 Simple Suite
- 1983 Hand Of Glory
- 1983-1984 Classy Contemporaries
- 1985 First Sonata
- 1985 Dance Sonata, Piano Sonata nr. 2
- 1985 Sonata Brahmsiana - Piano Sonata nr. 3
- 1987 Sonata Rochbergiana
- 1988 Piano Sonata nr. 5 in A
- 1989 Ex Cello and Stride
- 1990 Period Piece, voor twee piano's
- 1992 rev.2006-2007 Piano Sonata nr. 6‚"The Waste Land" (won een prijs tijdens de "New Ariel Competition" 2007)
- 1993 Improvisations
- 1993 New Waltzes
- 1993 Serge P, voor twee piano's - gebaseerd op Prokofjevs opus 56
- 1994 Piano Sonata nr. 7, "Veni Creator Spiritus"
- 1996 Encore
- 1997 rev.1999 CPE for Two Pianos
- 1997 Piano Sonata nr. 8, "Il Trionfo della Folia"
- 1998 Acrobatics
- 1999 Drowsey Maggie, voor twee piano's
- 1999 Waltzes, Old and New, voor twee piano's
- 2000 Piano Sonata nr. 9, "Satanic Mass"
- 2001 Sonata Piazzollana, Piano Sonata nr. 10
- 2003 After...
- 2003 Bagatelles-Quotations
- 2003 Ex Inferno
- 2004 Toccata
- 2005 Windstorm
- 2005 Furball Elise
- 2005 World of Apu, voor piano vierhandig
- 2006 "Dies Irae" Redux, voor twee piano's
- 2006 Prueba Lo Que Dices, Miguel (Stand and Deliver)
- 2008 Concert Etude No. 1
- 2008 Concert Etude No. 2
- 2008 Minuet in G Whiz, voor twee piano's
- 2009 Jump: Skip
- 2009 Dancing Lessons with Mr. Bean
- 2009 The Carman's Whistle
- 2009 Beethoven for the Brain Dead, or Learning Twenty of the Master's Works in Less than Four Minutes

### Werken voor klavecimbel
- 1974 Within the Circle of Fifths
- 1977 Suite

### Werken voor gitaar
- 1972 Crwth Myth
- 1974 Intavolatura
- 1976 Intavolatura II
- 1977 Lachrymae